# Bilé
Pour les articles homonymes, voir Bilé (homonymie).
Bilé est un village du département et la commune rurale de Guéguéré, situé dans la province de l'Ioba et la région du Sud-Ouest au Burkina Faso.

## Géographie

### Démographie
- En 2006, le village comptait 654 habitants recensés, dont 51,4 % de femmes[1].